# Martin Mirčevski
Martin Mirčevski (Bitola, 11 de febrero de 1997) es un futbolista macedonio que juega en la demarcación de extremo para el FK Željezničar Sarajevo de la Liga Premier de Bosnia y Herzegovina.

## Selección nacional
Tras jugar en las categorías inferiores de la selección, finalmente hizo su debut con la selección de fútbol de Macedonia del Norte en un partido amistoso contra Azerbaiyán que finalizó con un resultado de 1-3 a favor del combinado azerí tras el gol de Enis Bardi para Macedonia, y de Elvin Cəfərquliyev, Musa Qurbanlı y Ramil Şeydayev para Azerbaiyán.

## Clubes
| Club                    | País                 | Año       | Partidos | Goles |
| ----------------------- | -------------------- | --------- | -------- | ----- |
| FK Pelister             | Macedonia del Norte  | 2014-2017 | 38       | 3     |
| FK Pobeda               | Macedonia del Norte  | 2017-2018 | 6        | 0     |
| FK Belasica             | Macedonia del Norte  | 2018      | 11       | 11    |
| KF Trepça '89           | Kosovo               | 2018-2019 | 12       | 6     |
| FK Belasica             | Macedonia del Norte  | 2019-2020 | 36       | 17    |
| FK Vardar               | Macedonia del Norte  | 2020-2021 | 27       | 8     |
| FK Akademija Pandev     | Macedonia del Norte  | 2021-2022 | 18       | 6     |
| FK TSC Bačka Topola     | Serbia               | 2022-2024 | 44       | 13    |
| FK Željezničar Sarajevo | Bosnia y Herzegovina | 2024-     | 18       | 0     |